# Synagoge (Montabaur)

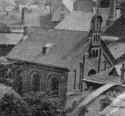
Synagoge in Montabaur, Ausschnitt aus einer Ansichtskarte (um 1900)

Die Synagoge in Montabaur, einer Stadt im Westerwaldkreis in Rheinland-Pfalz, wurde 1889 errichtet und beim Novemberpogrom 1938 zerstört. Die Synagoge stand an der Wallstraße 5.

## Geschichte
Die feierliche Einweihung der Synagoge durch Rabbiner Michael Silberstein aus Wiesbaden fand am 20./21. Dezember 1889 statt.
In der Nacht vom 3. auf den 4. November 1938 wurde in die Synagoge eingebrochen, wobei die Ritualien zerschlagen oder gestohlen wurden. Beim Novemberpogrom 1938 wurde die Inneneinrichtung der Synagoge durch SA-Männer aus Höhr-Grenzhausen demoliert. Am Abend des 10. November wurde von SA-Angehörigen Feuer gelegt, aber mit Rücksicht auf die umliegenden Gebäude wurde das Feuer wieder gelöscht. In den 1940er-Jahren wurde das Synagogengebäude abgebrochen.
Bei den Grabungsarbeiten für eine Neubebauung des Synagogengrundstücks wurden im Frühjahr 2016 die Fundamentreste der ehemaligen Synagoge gefunden.